# Gastronomia del Llemosí
La cuina llemosina és la cuina tradicional del Llemosí, dins de la cuina occitana i molt pròxima de la cuina d'Alvèrnia. Pot considerar-se com pertanyent a la cuina continental i, en els gustos i manera de fer, s'acosta a la cuina mediterrània pròpia del pobles d'interior, amb la diferència que tradicionalment no utilitza oli d'oliva sinó greixos animals.
La cuina del Llemosí i d'Alvèrnia, ambdues pertanyents a l'occitana, comparteixen el fet que són cuines camperoles, de paisatges de camp, muntanya i rius abundants, de poblacions allunyades de grans capitals i d'estar tancades a la mar o l'oceà. Tampoc les comunicacions dins d'aquestes regions no han estat tan fluides com en altres llocs. Molts plats i receptes idèntics tenen noms diferents a les dues regions, o també, i més sovint, al contrari, un mateix nom correspon a receptes diferents a les dues regions o fins i tot en províncies o municipis propers. Això també ocorre de vegades, per exemple, entre les diferents illes a la cuina de les Illes Balears.
Es diferencia de la cuina de Gascunya principalment en el fet que no és atlàntica, utilitza menys la nata (i mai amb els peixos, com fan també els pescadors mediterranis) ni òbviament fruits de mar d'aigua salada, però els peixos preferits són semblants. La característica més important de la cuina llemosina front a la del sud (Gascunya i Llenguadoc) és que al sud l'aviram és encara més important que al nord, on predomina la carn de vaca davant l'ànec.

## Cuina pagesa

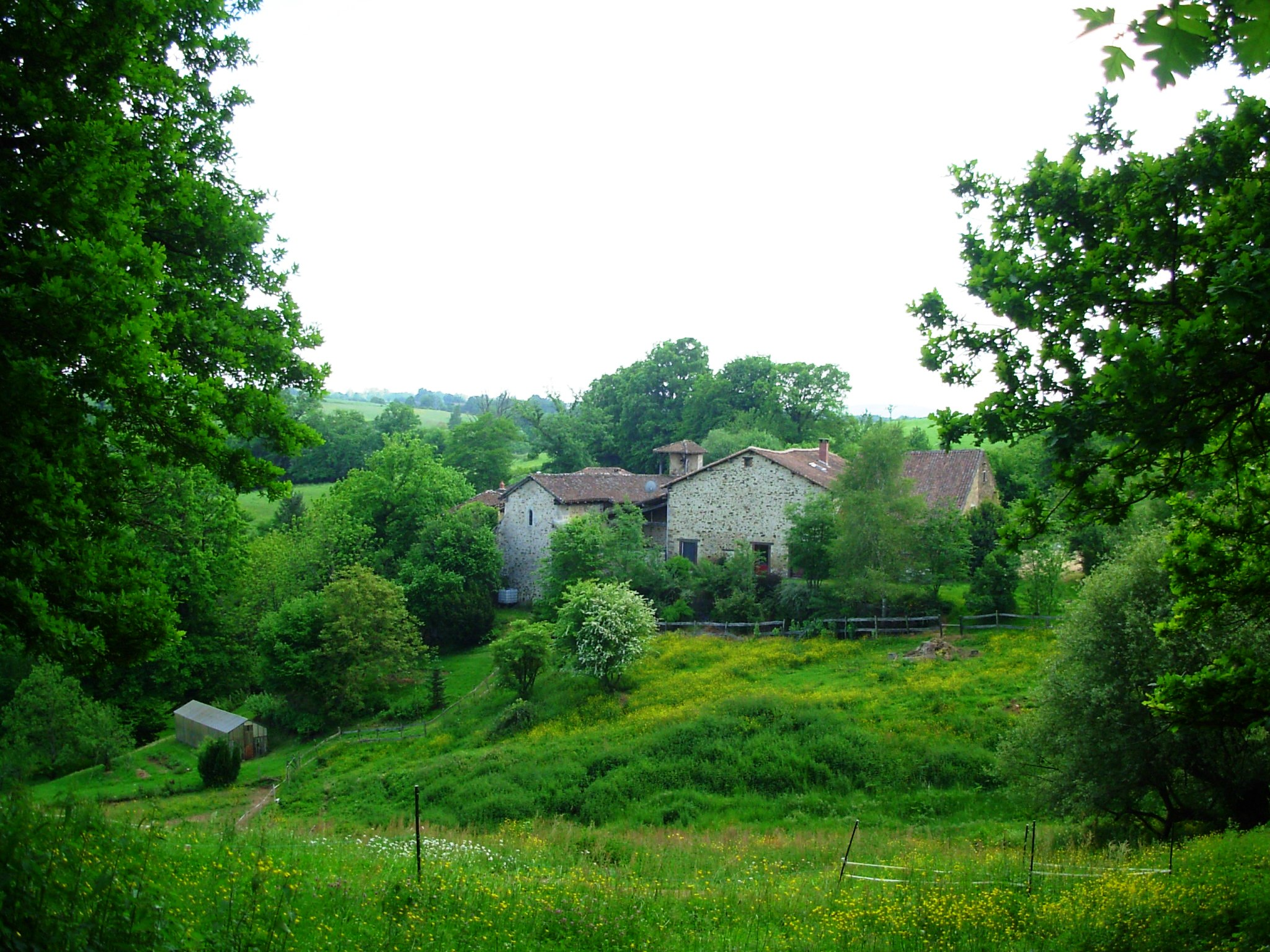
Casa de pedra voltada de castanyers

Aquesta cuina comparteix amb la resta de la cuina occitana, la catalana i en general la mediterrània, el gust pels sabors purs dels ingredients, les coccions simples, les presentacions senzilles, les receptes intuïtives i casolanes, l'ús abundant de fruita i verdura i un ús relativament restringit de greixos. Tot i no gaudir d'una horta en principi tan rica i variada com la mediterrània, també es busca la varietat amb ingredients a l'abast: caça, pesca, fruits del bosc, bolets, cargols, etc.
Aquest fet, amb el que es tracti d'una cuina casolana i camperola i el menyspreu general a la cultura occitana, ha provocat que durant molt de temps a França es consideri "de pagès" en sentit pejoratiu, pobra i sense interès. La mateixa baixa estimació pròpia d'aquest paysans -"camperols", però també "homes del país" o "de la terra"- que parlaven patois -terme pejoratiu que encara ara s'utilitza en francès per designar el "francès mal parlat del pagesos incultes", o sigui l'occità- i menjaven patates i bolets collits al bosc, ha contribuït que alguns plats o fins i tot estris per a fer-los (com el ratllador per a fer farcidures) s'hagin anant perdent a poc a poc.
El canvi general de gustos gastronòmics occidentals cap a finals del segle xx, que dona preferència als productes locals de bona qualitat i les receptes casolanes, i molta feina de recuperar l'orgull de ser paysans i l'estima de la pròpia cultura i de la terra, estan portant darrerament a diferents moviments de voler difondre la gastronomia familiar i d'oferir-la a restaurants. A poc a poc es comença a conèixer i a valorar a França, i per exemple a París és cada cop més fàcil trobar restaurants on serveixin aligot com a alternativa a la fondú de formatge.

## Ingredients bàsics

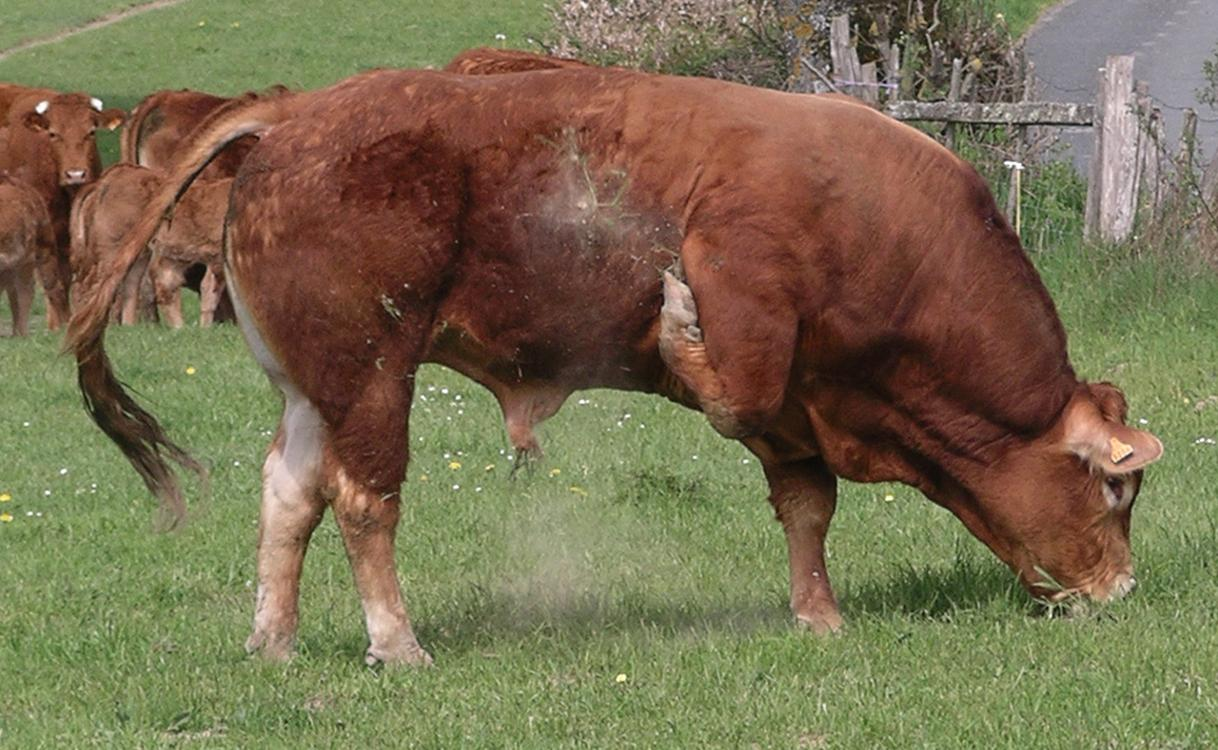
El boví llemosí és de pèl llarg, suau i marró vermellós. Les banyes són fines i de forma el·líptica.

- Carn: Vedella, bou, xai, ànec, oca, polarda, cansalada de porc i carn de caça.
- Verdura: Agrella (semblant a la bleda), fulla de dent de lleó, col, mongeta verda, porro, bleda.
- Tubercles: patata, pastanaga, nap i ceba.
- Peix i marisc: truita i cranc de riu.
- Fruita: Poma, pera, présec, pruna, cirera, maduixa, maduixot, grosella negra i nabiu.
- Fruita seca: Castanya i nou.
- Greix: greix d'oca o d'ànec, saïm. També mantega (en receptes que se solien fer amb saïm) i actualment es comença a introduir l'oli d'oliva.
- Condiments i espècies: sal, pebre negre, all, escalunya, julivert, llorer, clavell, cibulet, cerfull. També nata i vi.
- Altres: Pa, formatge, bolet (cep, gírgola, trompeta de mort, múrgola, tòfona), mel.

## Plats

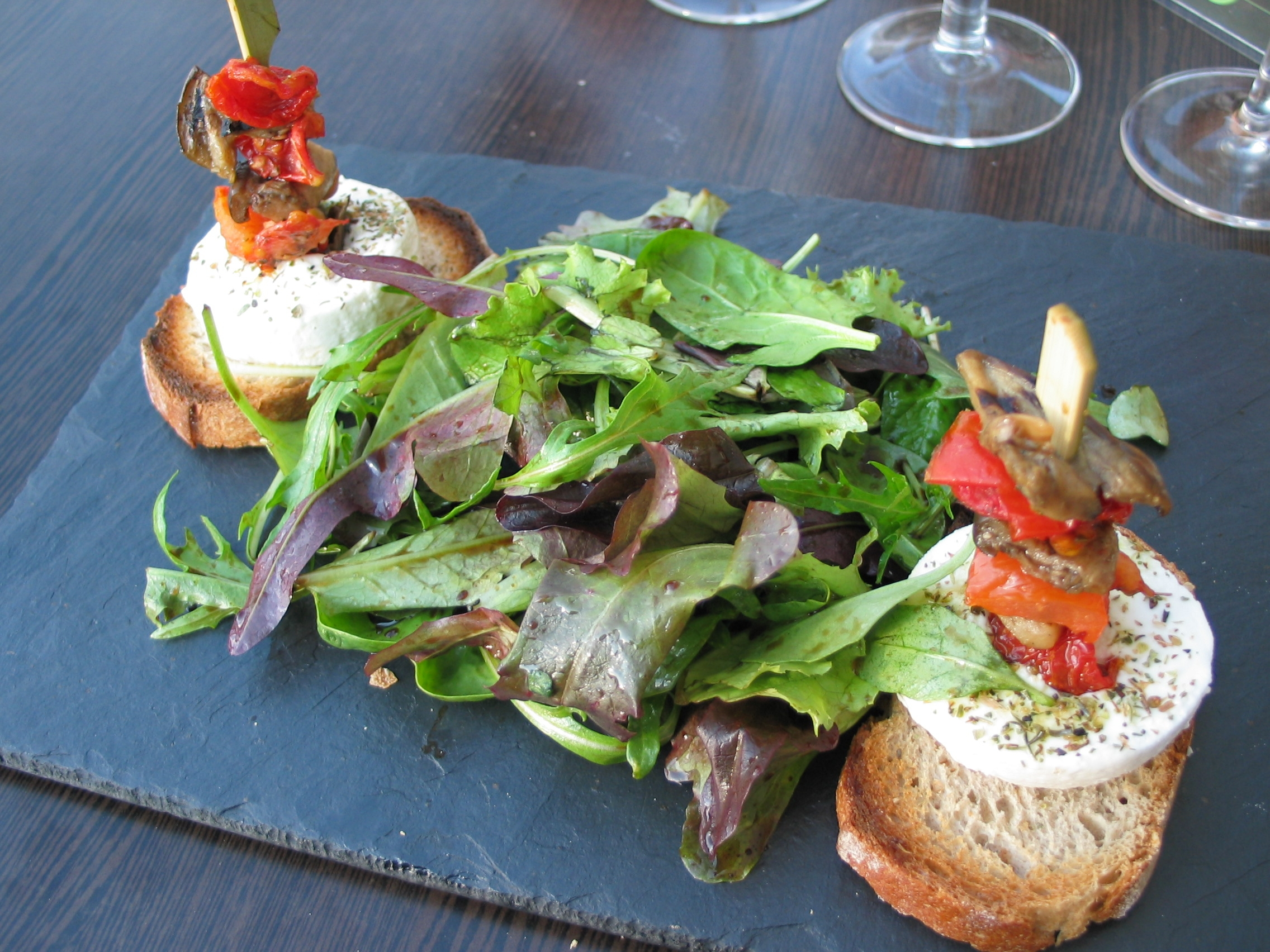
Mesclum amb torradetes amb formatge

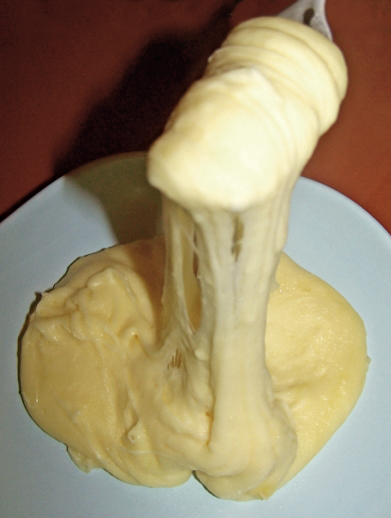
Plat d'aligot

A la cuina tradicional llemosina, la majoria de plats es couen llargament a foc suau, i als que es couen en aigua, aquesta s'hi afegeix encara freda. És una cuina de guisats, civets, escudelles, etc. Això és així perquè, des de l'edat mitjana fins a l'arribada del segle xx, la sola font de calor a les masies era el canton, una xemeneia que estava encesa tot el dia i es deixava dormir solament a la nit. Això és comú a la cuina alvernesa i gascona.
Els plats llemosins solen basar-se en carn de molt bona qualitat, verdures i pa o patata. Els plats clàssics a base de patata, com l'aligot, es feien abans amb molla de pa, i el posterior canvi a la patata es considerava un enriquiment de la recepta. En alguns casos els plats han nascut per necessitat de subsistència en èpoques de males collites; així, per exemple, preparacions com les tortús obeïen a la necessitat de substituir el pa quan havia poca farina. El greix tradicional és el saïm i el llard, excepte per les amanides, a les que s'usa oli, tot i que actualment cada cop més es comença a usar oli d'oliva per a cada cop més tipus de plats.
Els plats en aparença molt senzills conviuen amb d'altres molt imaginatius, que solen contenir petites sorpreses, com farcellets de col o d'altres coses, les paupiettes (filets fins de carn que envolten una farcit de carn picada o botifarra amb altres ingredients, sovint embolicats amb cansalada), petits embolcalls en una crespina (mantellina, tel de porc), que és la pell que envolta l'estómac i que forma una mena de malla blanca, o les farcidures.
Com a curiositat, els sud-occitans anomenaven despectivament "menja-naps" els nord-occitans, que és el mateix que els catalans deien als sud-occitans tal com avui es pot designar els occitans i francesos despectivament o afectuosament com a "gavatxos".

### Vegetals
La verdura es troba sovint integrada en els plats de carn o de peix, a més de sopes i cremes. Les entrades (primer plat, més petit que el segon) solen ser a base de sopa en hivern o amanida a l'estiu. Els acompanyaments solen ser senzills, a base de patata, bolets, fruita o verdura.
Hi ha amanides verdes com el mesclum (fulles verdes diverses), de vegades amb una mica d'escalunya picada. Les fulles de dent de lleó s'utilitzen de vegades també per a fer amanides, per exemple amb trossets de cansalada i crostons de pa fregits.
Les sopes són molt abundants i variades, n'hi ha de simples a base de verdures, com la sopa de ceba, de col, de ceps, diverses d'agrella (com el fricassada al torrin o la borriqueta), etc. o d'altres més completes com la brejauda (amb verdura, patata, pa i cansalada), el cosinat (amb carn de caça i castanyes), etc. El guisat llemosí (en francès, potée limousine) seria l'equivalent llemosí de l'escudella. Un antic costum que ha contribuït a la fama de "pagesa" d'aquesta cuina és el d'acabar de menjar la sopa amb el chabrol, fer chabrol era afegir un got de vi negre a la sopa, quan ja en restava poca al plat, barrejar-lo amb el suc i beure-ho directament del plat, agafat amb les dues mans.
La patata és present i protagonista d'alguns dels plats més representatius de la cuina llemosina, com per exemple l'aligot, una mena de puré elàstic de patata i formatge; la fondue de Cruesa, amb formatge i patata, i que es menja amb una truita d'ous; el pastís de patata, una mena de coca tapada amb rodanxes de patata; la farcidura de Tula, o simplement farcidura, una mena de pilotes de carn una mica gelatinoses i fetes amb patata ratllada; o el milasú o crica o menassons o picard, una torta de patata ratllada i ous que es menja per a acompanyar la carn.

### Carn

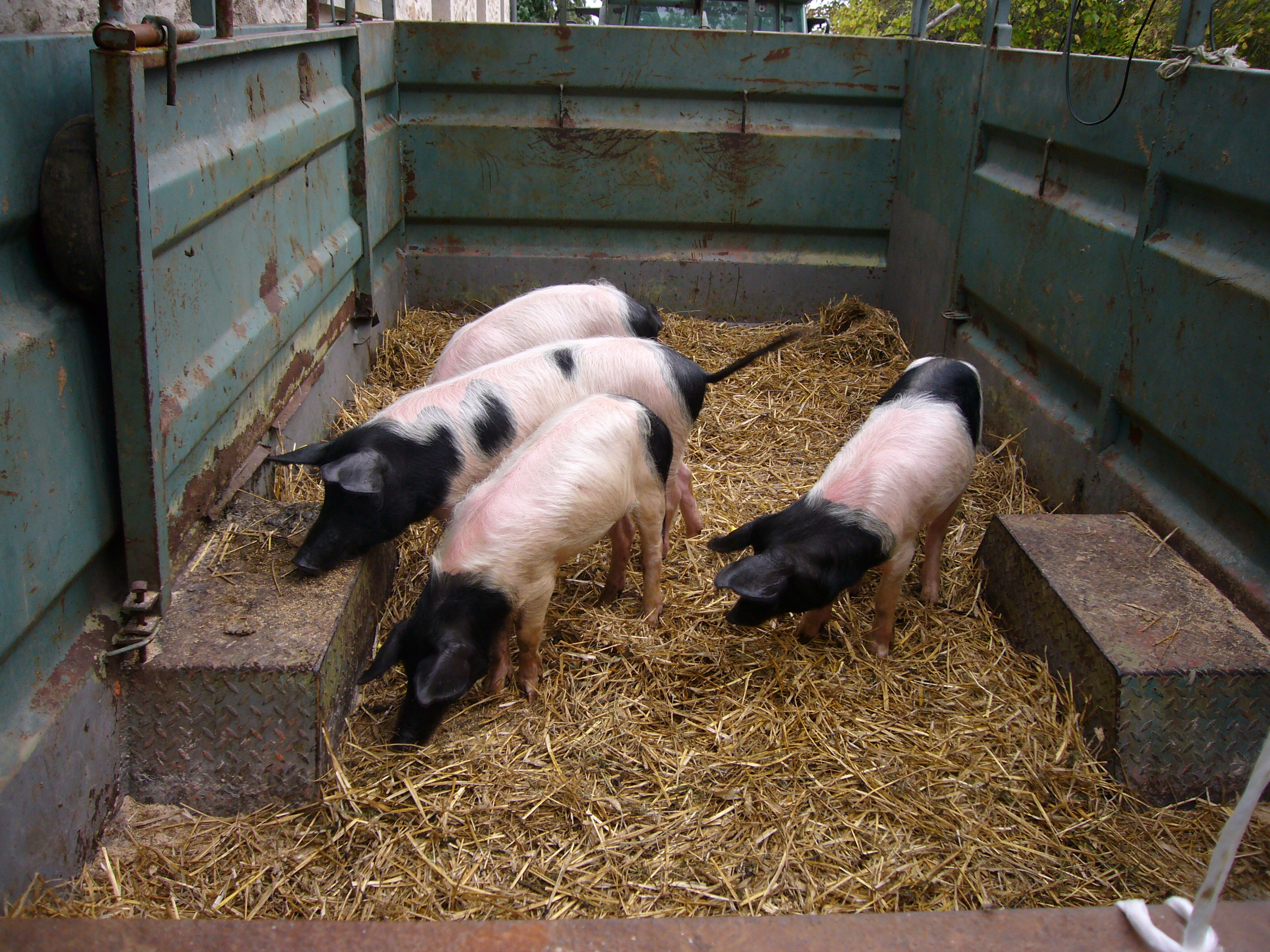
Porcs "cul negre" llemosins

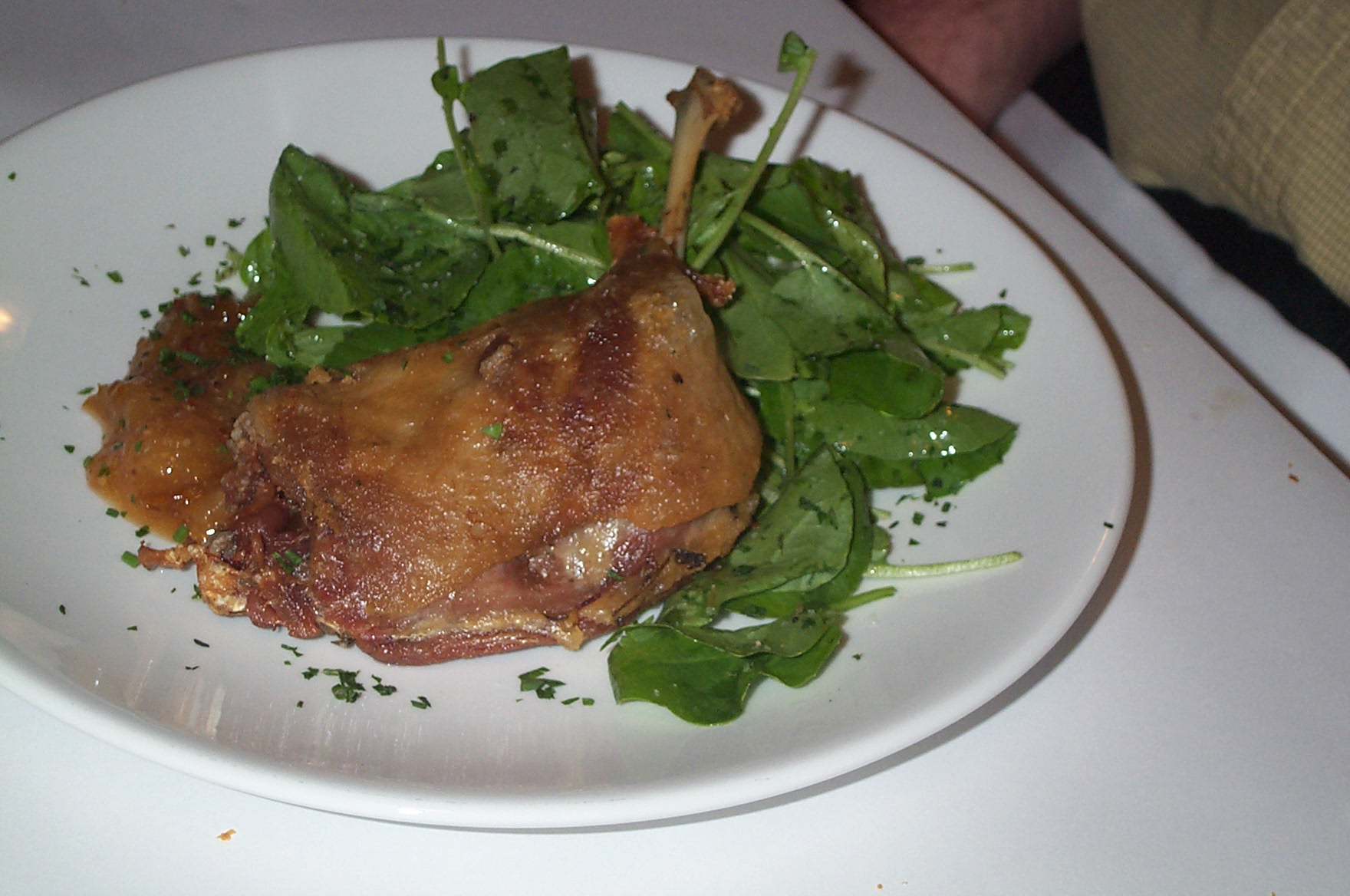
Cuixa confitada d'ànec

Entre les carns destaca la vaca de raça llemosina, "la carn roja per excel·lència", tot i que també hi ha races locals de qualitat molt reconeguda d'altres animals, com el xai baronet o llemosí o el porc dit de cul negre, que és de color clara amb el cap i el cul negres. El xai i sobretot el bou són al gust llemosí molt preuats.
El porc és tradicionalment una carn noble i a moltes masies se'n criaven un o dos durant l'estiu, que se solia matar de cara al Nadal o de preferència per carnestoltes. Es consumeix majoritàriament en forma de botifarra desfeta per farcir, llonganissa, cansalada, saïm, andolheta (una mena de botifarra feta amb les tripes de l'intestí gros i les vores de la cansalada), paté i botifarró (gòga). El botifarró potser de sang, de sang i castanyes o de sang i ceps, que conté el 10% de ceps a l'interior, i s'acompanya tradicionalment de poma en puré o fregida a trossos, o alternativament amb patates. El binomi botifarró amb poma és tan conegut a França com la botifarra amb seques catalana a Espanya. Amb el fetge de porc, carn magra i una mica de llard, trinxats, aromatitzats i cuits al forn dintre de terrines, es fa un paté que es diu fricasseias o fricassadas. Els confitats de carn (el de porc es diu enchaud al país) i la salaó s'utilitzaven tradicionalment a Occitània per a conservar-la. Al Llemosí tradicionalment no es feia gaire cuixot, puix que la salaó (el salé o petit salé en francès) era més simple de fer i es considerava d'una conservació més segura. De la carn com a tal es prefereixen les costelles de porc, que es mengen sobretot rostides.
En menor grau que a la meitat sud d'Occitània, però encara amb molta importància, hi ha aviram de granja, en especial ànec, del qual s'aprofita tot. Les cuixes i el pedrer es confiten, amb els pits es fa magret, amb el fetge, fetge gras, els colls es farceixen, el greix s'utilitza per conservar o cuinar i amb la resta es fan rostes i patés. Amb els colls d'ànec i d'oca es fa una mena d'embotit, el coll farcit, amb carn picada de porc, fetge gras, trufa, molla de pa, llet i ous, tot cuit i conservat en greix del mateix animal. Té l'aspecte d'una mena de botifarra de peltrú, i quan es talla sol haver-hi un gran tros de fetge gras al mig, entornejat de la carn picada barrejada amb els altres ingredients i envoltat per la fina capa de pell i greix. Les rostes es fan coent al forn amb una mica del mateix greix els retalls de muscle d'ànec, posteriorment s'esqueixen amb una forqueta i es conserven en un recipient tapat amb greix. La textura que s'obté és una mica semblant a la de la tonyina en llauna i es menja tradicionalment untat als tortons posteriorment enrotllats, com a aperitiu -i llavors se solen tallar a trossos i lligar amb un escuradents- o com a acompanyament de plats a base d'ànec. Els productes derivats dels ànids són més freqüents a Corresa i menys a l'Alta Viena. A més de carns confitades, fetge gras i rostes, també es fan nombrosos patés, dels quals destaquen els que tenen tòfona i els envoltats de pasta fullada.
La caça es practica com a lleure. Els faisans, perdius, llebres, senglars, etc. es mengen rostits o en civet. Un plat típic, per exemple, és la llebre en chabeçal, és a dir, parcialment desossada, farcida de vedella, porc, i pernil, i cuita a foc lent durant cinc o sis hores.

### Peix

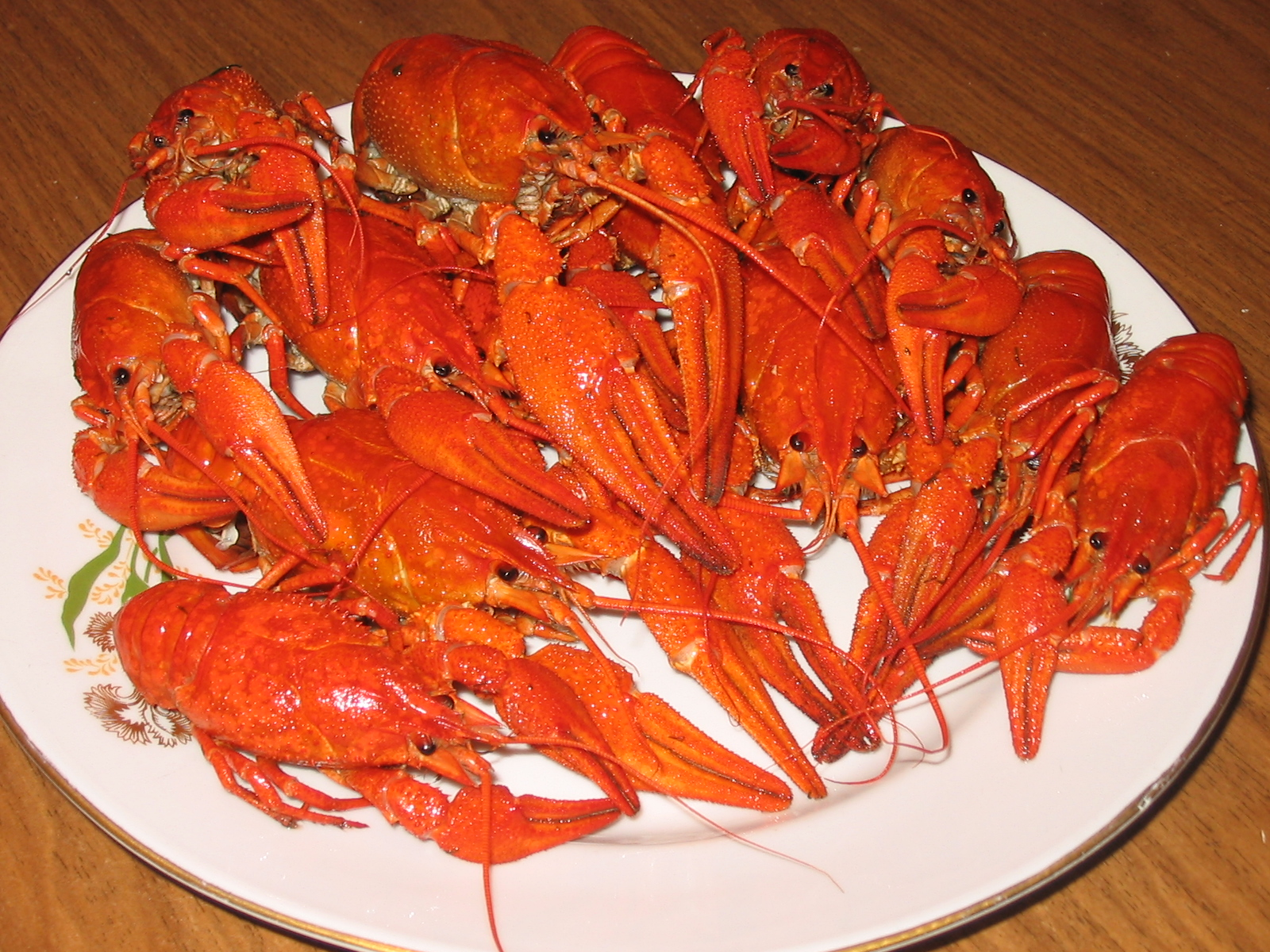
Crancs de riu

Els peixos es pesquen sobretot com a afició o esport, o en èpoques maldades en cas de necessitat, el que fa que no siguin tan apreciats com la carn i es mengin molt menys sovint. El peix de riu (truita de riu, truita alpina, perca, carpa) se sol cuinar a la cassola o en paella, amb una mica de vi o brou i amb verdures, però també admet altres preparacions, per exemple el suflé de truita. També es pot farcir, el més típic és que ho sigui amb alguna mena de farcit que contingui botifarra, amb la qual cosa s'obté el més semblant a un mar i muntanya (en realitat "riu i muntanya") de la cuina occitana. Els farcits de botifarra són freqüents també en hortalisses i verdures; com tomàquet, ceba, patata. El cranc vermell de riu, que era un producte considerat molt pobre que ara és molt difícil de trobar, es menja, per exemple amb gírgoles. Els peixets petits variats de riu s'enfarinen i es fregeixen, exactament igual que es fa amb els peixos petits de platja a la mediterrània.

## Pans i companatges

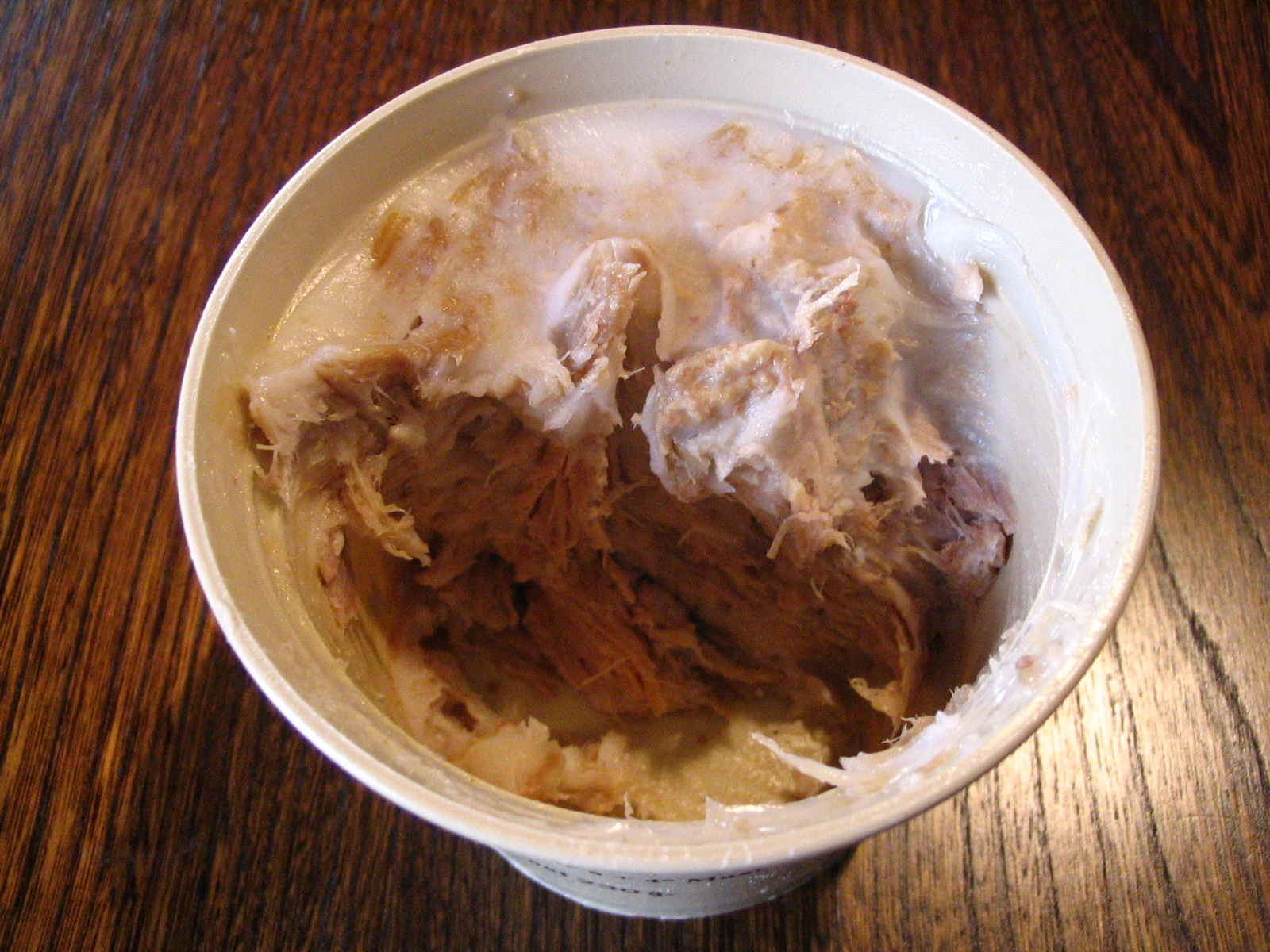
Una terrina de rostes

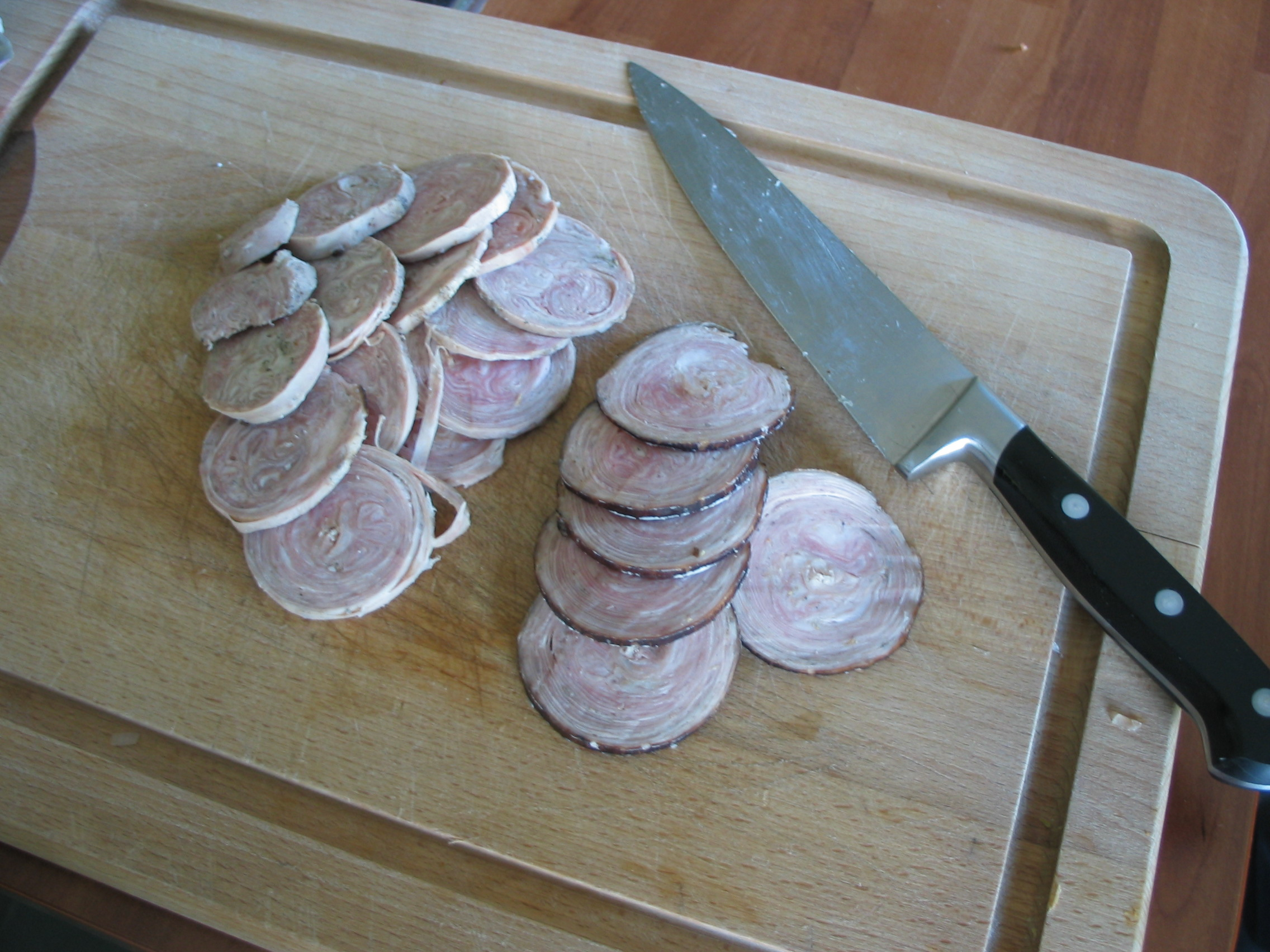
una andouille tallada en llesques

Els pagesos llemosins solien fer cinc àpats al dia, el primer, l'esmorzar, es feia cap a les sis del matí i solia consistir en pa fregat amb all.
Altrament, el pa es pot acompanyar de formatge, però més sovint amb embotits: productes derivats de l'ànec, o si no n'hi ha, d'oca, com el coll farcit, les rostes d'ànec i el fetge gras; del porc, com el botifarró amb castanyes, l'andolha i salaons diverses; amb xai es fan també embotits tradicionalment (vegeu frairie des petits ventres), dels quals alguns destaquen la llengua de xai fumada.
Els formatges es mengen acompanyats d'un tros de pa, seguint el costum general francès, després del plat principal. Es consumeixen tant els formatges locals, com l'excel·lent cantal, com els de la veïna Alvèrnia, en especial el formatge blau d'Alvèrnia i el saint-nectaire es consumeix també habitualment. Les explotacions locals produeixen nombrosos formatges de manera artesanal, de cabra i sobretot de vaca, i nombroses tomes de formatge. Es fan a escala local i per a producció pròpia. La Corresa no és de tradició formatgera. Alguns formatges de vaca que es fan a Gosom (Creusa) són, per exemple, Lou Coupi, Lou Brayo, Lou Correzon, Lou Limouson, etc. També un formatge fresc anomenat calhada (caillade en francès, 'quallada'), que tradicionalment es menjava al berenar (en occità, merendon/marendo, del llatí 'meridianus'). A la Creusa es fa un fondú (en masculí; le fondu, i no pas la fondue, en francès, per a aquest plat) amb formatges locals, que no es menja amb pa sinó amb patata o una truita d'ou.
Però el més característic de la cuina llemosina no són tant aquests productes sinó el "pa" amb què es mengen.
- Les tortons[5] són una mena de creps fosques, perquè estan fetes amb farina de blat negre, molt fines i amb abundants petits forats, que es poden menjar amb altres coses però és amb el que tradicionalment es mengen les rostes.

- La mica[5] o farçun és una mena de pa rodó que es fa amb el brou de l'escudella i que es menja amb la carn d'olla. La resta es talla a llesques, que es torren i serveixen per a untar-hi el fetge gras.

- La torta (en francès, tourte) és un pa de pagès rodó que es fa a la Corresa.

## Salses

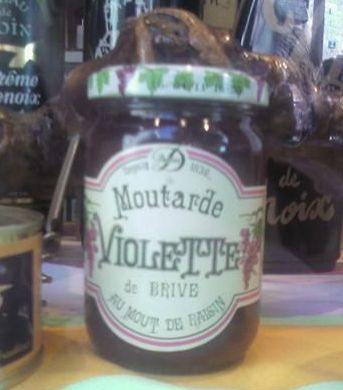
Mostassa violeta

La cuina llemosina, com l'occitana en general, intenta preservar els gustos naturals dels ingredients principals, que solen coure's en el mateix suc. L'ús d'espècies és discret i aquestes poc abundants, cosa que l'allunya de la cuina provençal (a la costa mediterrània d'Occitània) i l'acosta a la catalana. Per donar gust se sol preferir afegir verdures, bolets, cansalada o algun altre ingredient. En general és rar l'ús de salses com a entitats separades del conjunt d'una recepta precisa d'un plat complet, ja que el tipus de cuina, en cassola o al forn majoritàriament, no en necessita. De vegades els plats es desglacen i s'enriqueixen amb una mica de vi o d'algun licor i molt poques vegades s'afegeix un petit raig de nata, normalment en cremes i al pastís de patata. Això dona com a resultat una cuina d'aparença gens lletosa, al contrari que la del nord de França, a més de senzilla, casolana i de colors i gustos relativament forts, a l'estil de la cuina mediterrània, tot i ser camperola d'interior.
La mostassa és un condiment bàsic i molt present a la cuina francesa del nord, que en canvi és absent a la cuina tradicional occitana en general. L'única excepció és un producte d'origen medieval però reintroduït molt recentment, fa uns trenta anys, la mostassa violeta de la regió, que de moment s'utilitza a certs restaurants gastronòmics i es ven sobretot com a record, però encara no és del tot percebut pels llemosins com una salsa familiar i de la qual no es coneix popularment la recepta.

## Postres i dolços

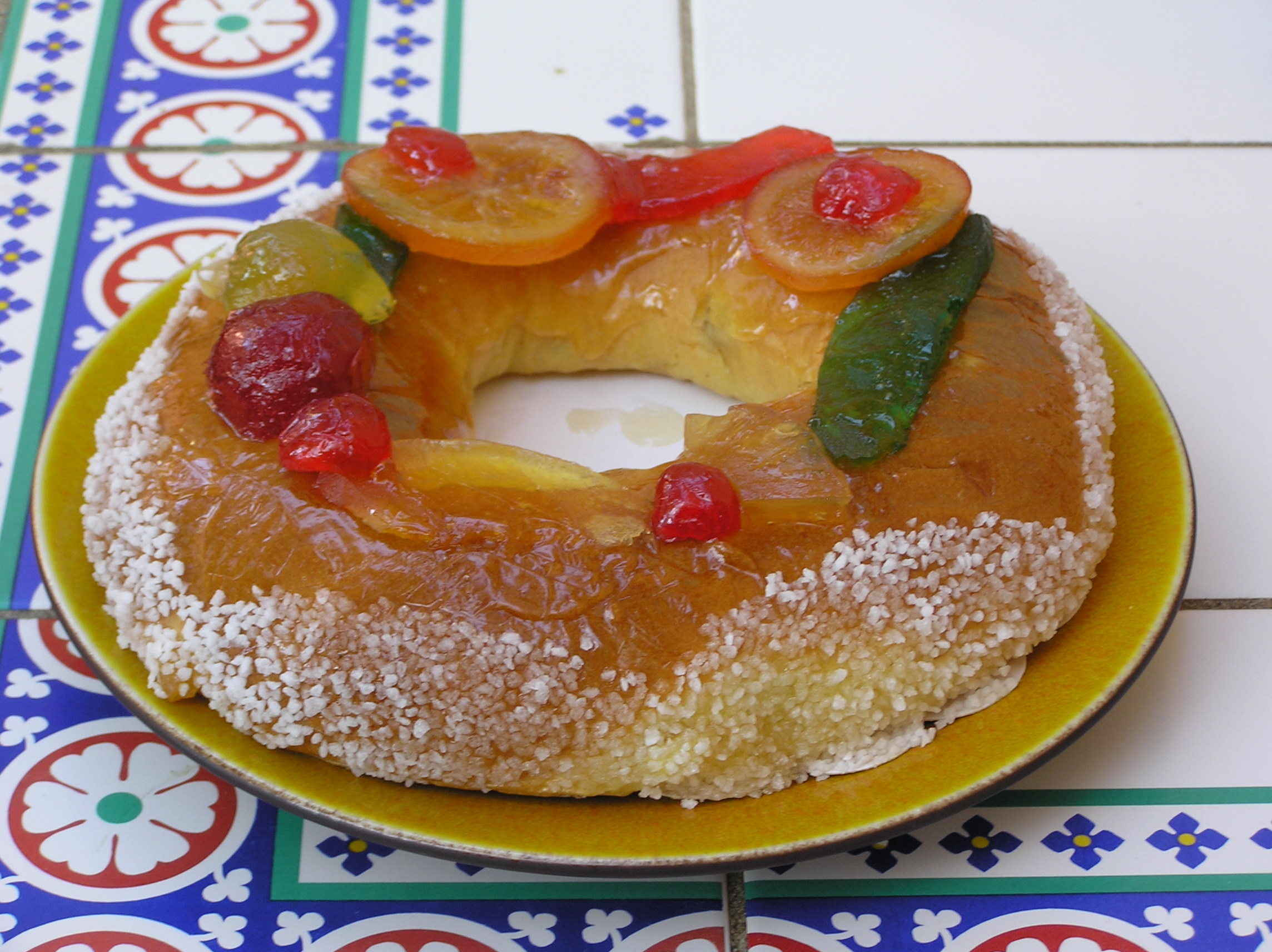
La galeta de reis té fruita confitada i fruita seca

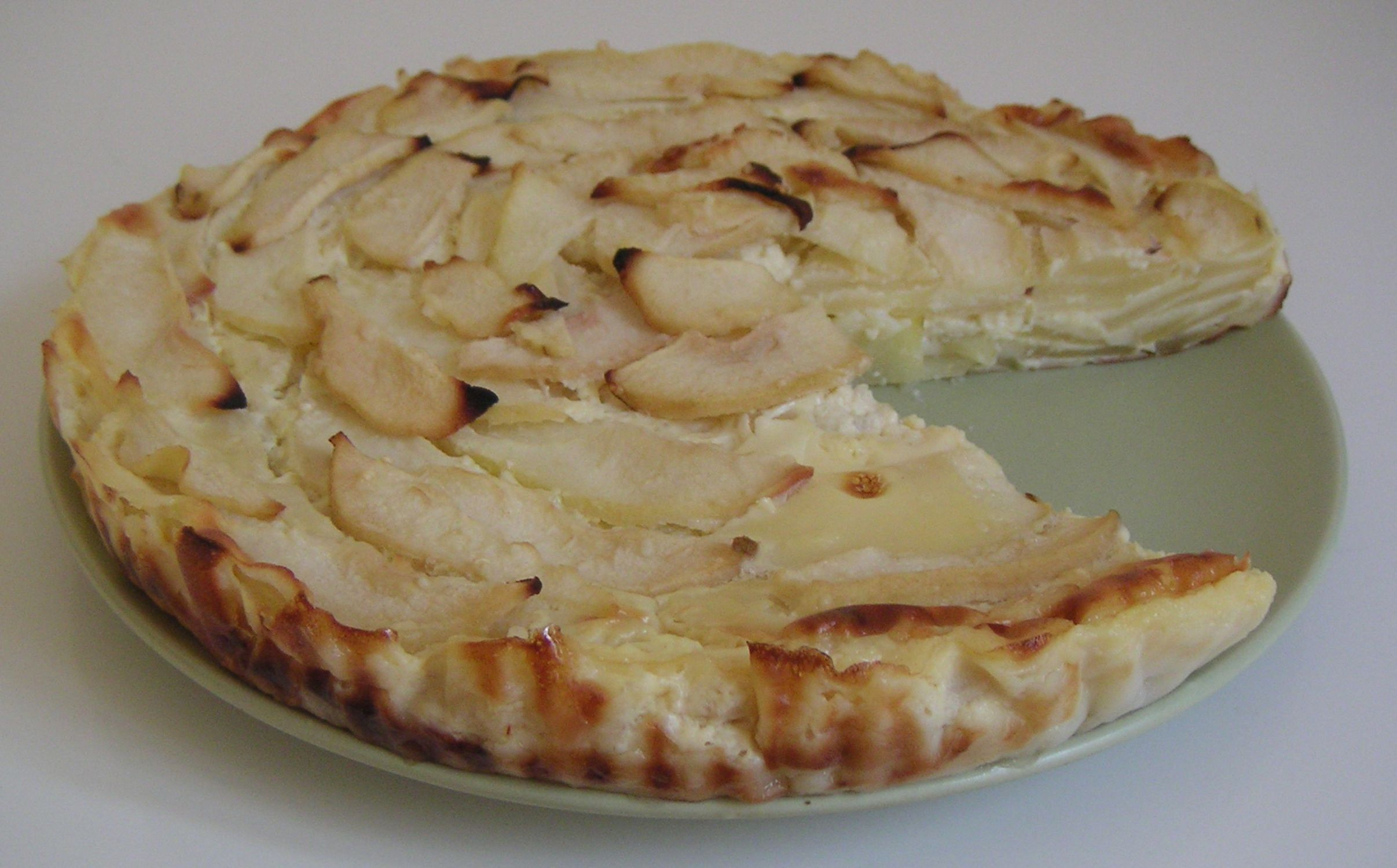
Gargulló de pera

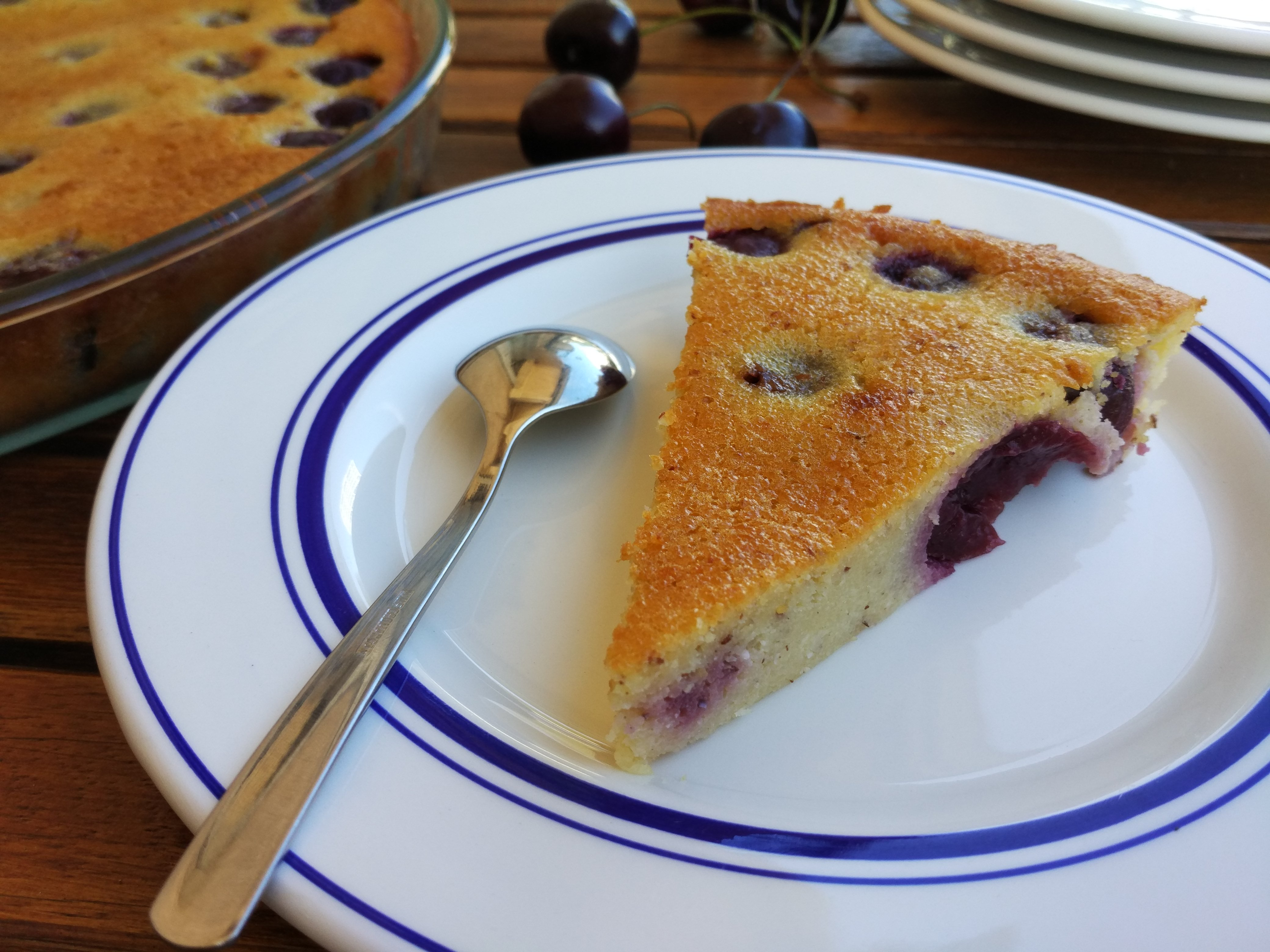
Clafotís de cireres.

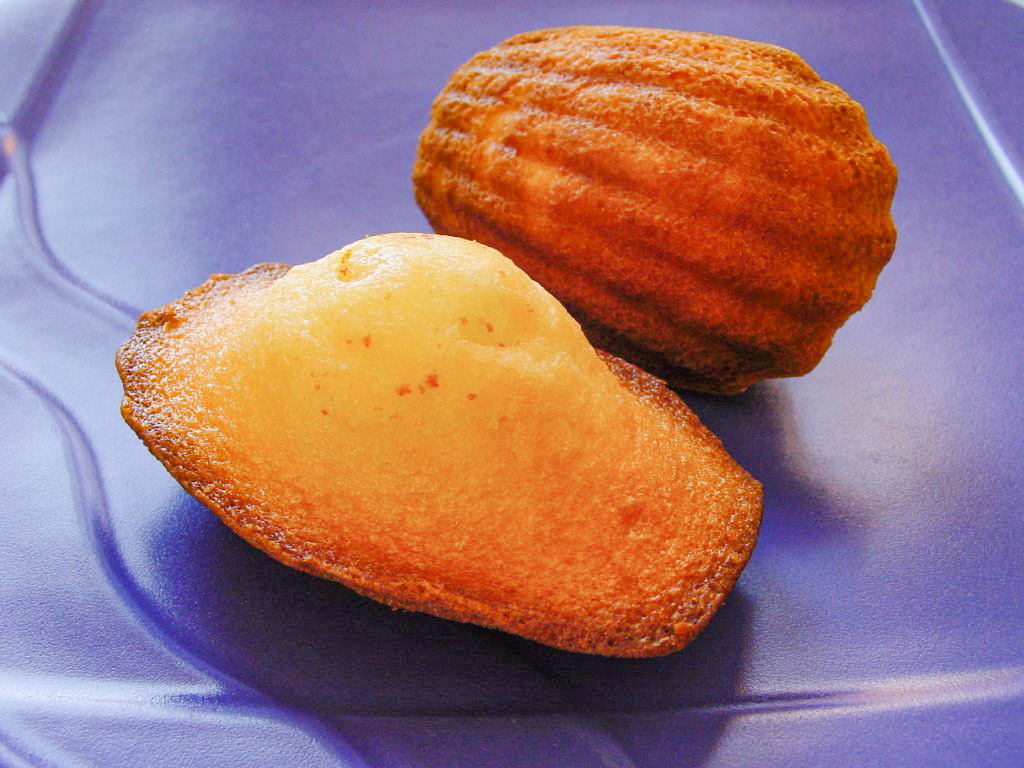
Madelenes franceses, com les Bijou

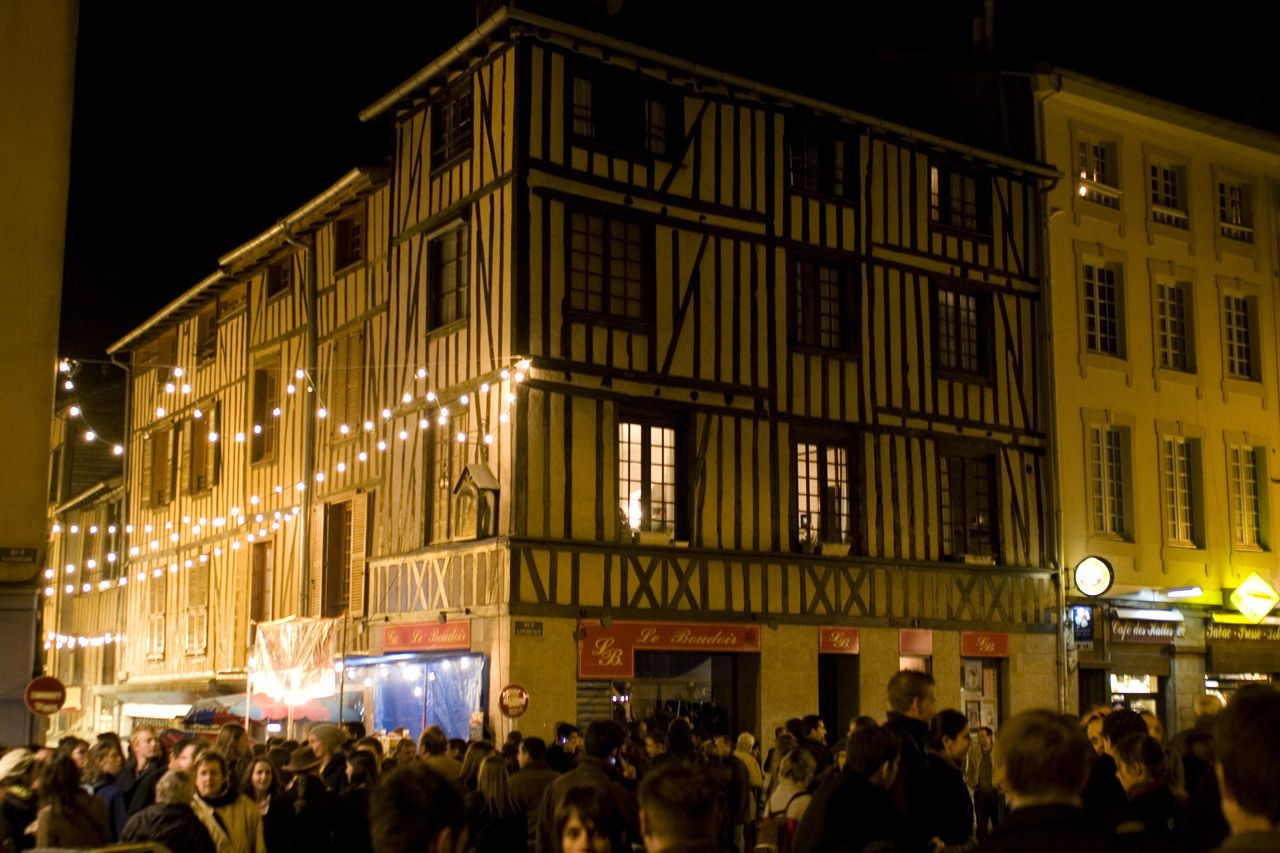
Festa de la frairie des petits ventres

Els àpats solen acabar amb formatge, normalment acompanyat d'una mica d'enciam amanit i sempre amb pa, i fruita fresca. Tanmateix, a la cuina llemosina abunden també les tartes de fruites, de vegades creades amb la idea d'aprofitar i conservar les fruites quan són massa madures però sobretot pel fet que és un poble al que li agrada molt la fruita.

### Festivitats cristianes
D'altra banda, aquesta cuina pertany a la cultura occitana, molt relacionada amb els càtars i, per tant, amb la religió. Com a altres cultures properes, per exemple la dels Països Catalans, el calendari dels petits plaers, i entre ells els dolços, va marcat per les festes cristianes. Al Llemosí destaca la galeta de reis, al gener, i les soupes-rousses, a Pasqua. Una soupe-rousse és una llesca de pa blanc mullada en una barreja d'ou amb llet i enrossida a la paella.

### Fruita d'hivern
Un exemple de pastís per a aprofitar els fruits d'hivern és la flonyarda, que típicament es fa amb pomes però també es pot fer amb peres, per exemple, però també hi ha la tortela, una mena de coca tapada; com també ho són els pâtés gros bords dolços, de poma, pera o pruna; o el gargulló, a base de làmines de pera, que se solen fer amb aquestes fruites. El perat (poirat en francès) és un pastís de peres. Existeix una versió dolça del milhasson que es fa amb pomes en comptes de patates, i amb ou i llet. També es fan postres i preparacions més simples, com la compota, fruita cuita en xarop i triturada, melmelades, licors dolços de fruita marinada en aiguardent o per exemple els dullons, que són pomes o peres farcides de melmelada, embolicats amb pasta fullada i cuites al forn. La poma del Llemosí gaudeix d'una Denominació d'Origen protegida.

### Fruita d'estiu
A l'estiu la fruita estrella és la cirera negra de la regió. També destaquen altres fruites del bosc, com la móra i el gerd, sobretot a Corresa, cap al sud les maduixes grosses són molt preuats i cap a l'est, agraden molt els nabius, que són la fruita estrella d'Alvèrnia, a l'estiu, i amb els quals hi és fàcil trobar receptes llemosines de cireres fetes. Les cireres s'utilitzen per a les tartes típiques d'estiu, la més coneguda de les quals és el clafotís, però també per al milhar, una mena de clafotís més alt i dens, que es fa també a Alvèrnia, o els creps, que a Occitània són gruixuts. De fet, hi ha qui fa els creps que són individuals, o bé més petits, amb les restes de la massa per a fer clafotís. Una preparació dolça semblant a aquests creps gruixuts, a la qual però no s'hi afegeix fruita, és el boligon. També agraden les tartes de prunes, de présecs d'aigua o de nectarines, de cultiu relativament recent però molt abundant.

### Fruita seca
A la cuina llemosina, l'alternativa a les tartes i pastissos amb fruita fresca (cuita) són les que contenen fruita seca, en especial les nous, però també les castanyes o les avellanes. Aquests se solen picar o polvoritzar per a fer tartes de diferents textures, més aviat humides i cremoses, al gust típicament llemosí, o més tirant a un pa de pessic. Les nous es poden utilitzar també en bocins relativament grans, per a decorar dolços diversos o en pans, i en especial al cóc de nous llemosí o cóc cruesà. Les nous del Perigord gaudeixen d'una Denominació d'Origen protegida.

### Nova creació
Recentment s'han creat altres dolços amb fins comercials, com per exemple el treipaïs (mot derivat de l'occità que significa "tres països"), un pastís rodó-triangular i amb tres ingredients; castanya, avellana i xocolata; que vol representar les tres províncies de la regió del Llemosí. Més conegudes són les magdalenes industrials de la marca corresana Bijou, a l'estil francès, denses i amb una forma que recorda una mica un vaixell de paper.

## Begudes
Al país es fa tradicionalment vi negre i rosat, i sobretot ratafies diverses i molts licors de fruites marinades en aiguardent, com el licor de cassís, per exemple. Destaca el licor de nous verdes, semblant a l'aigua de nodes de la Vall d'Aran, ques es fa amb nous verdes tallades en meitats i infusionades en aiguardent durant unes set setmanes abans de retirar-les i l'aiguardent de pruna. Altres són, per exemple, el licor Salèrn (Salers en francès), un aperitiu de gentiana i altres plantes aromàtiques; el licor Diège, també de gentiana; o el licor Monin de Bourges, una ratafia amb pell de llimona i plantes tropicals. Un producte típic és un licor fet amb licor de nous verdes, vi negre del país i aiguardent. en general els digestius i els licors destil·lats de fruites i herbes són molt habituals.
La producció de vi gairebé va desaparèixer a la segona meitat del segle xix, per la plaga de la fil·loxera, però encara se'n fa una mica a Corresa, concretament al nord de Briva (vi negre dels raïms merlot, cabernet franc i gamay) i un vi lleugerament escumós a Caissac.

## Fires i festes gastronòmiques
- El tercer divendres d'octubre, a Llemotges se celebra cada any una festa tradicional anomenada en francès la frairie des petits ventres, a la qual es poden degustar les especialitats del país.[8] Les frairies (frairiá en occità) són les festes patronals[20] o "del poble".
- El 4 de gener es fa a Briva, des de 1796, la foire des rois (fira dels reis), a la qual el visitant pot demanar que li envasin el fetge gras i pot degustar un pastís gegant.[21]
- De desembre a març es fan regularment les foires grasses (fires grasses) a Briva, dedicades a la venda de fetge gras i tòfona, directa del productor,[21] especialitats de la ciutat.